# 여동생 덕분에 너무 인기있어 위험하다.
여동생 덕분에 너무 인기있어 위험하다.(妹のおかげでモテすぎてヤバい。, 이모우토-노 오카케데 모테스기테 야바이)는 2013년 작 HULOTTE의 에로게다. 원화는 전작인 with ribbon과 동일한 이케가미 아카네가 맡았다.

## 개요
에로게 메이커, HULOTTE가 제 2작으로 선보이는 여동생 모에 에로게. 이번에는 여동생이 무녀라는 설정으로 유저들에게 다가가, 메인 히로인인 시라토리 카나에를 빼고서는 호감도 100%라는 신선한 설정으로 시작하는 에로게. 특히 여동생 히로인이 무녀라는 설정은 처음 있는 일이다.

## 제작진
- 원화 : 이케가미 아케네
- 시나리오 : 미야마 유우키, 니시키기 모미지

## 같이 보기
- HULOTTE